# Quellgebiet bei Ostheim
Quellgebiet bei Ostheim este o arie protejată (arie specială de conservare — SAC, sit de importanță comunitară — SCI) din Germania întinsă pe o suprafață de 35,8 ha, integral pe uscat.

## Localizare
Centrul sitului Quellgebiet bei Ostheim este situat la coordonatele 51°29′56″N 9°19′12″E / 51.4989°N 9.32°E.

## Înființare
Situl Quellgebiet bei Ostheim a fost declarat sit de importanță comunitară în iulie 2001 pentru a proteja un număr necunoscut de specii din flora spontană și fauna sălbatică aflate în arealul zonei. Situl a fost protejat și ca arie specială de conservare în martie 2008.

## Biodiversitate
Situată în ecoregiunea continentală, aria protejată conține 4 habitate naturale: Izvoare petrifiante cu formare de travertin (Cratoneurion), Păduri de fag Asperulo-Fagetum, Păduri de fag din Europa Centrală dezvoltate pe sol calcaros cu Cephalanthero-Fagion, Păduri aluvionare cu Alnus glutinosa și Fraxinus excelsior (Alno-Padion, Alnion incanae, Salicion albae).
La baza desemnării sitului se află un număr nedeclarat de specii protejate.
Pe lângă speciile protejate, pe teritoriul sitului au mai fost identificate 1 specie de plante, 1 specie de amfibieni, 1 specie de nevertebrate.